# Croton triangularis
Espèce
Croton triangularis est une espèce de plantes à fleurs du genre Croton et de la famille des Euphorbiaceae, présente au Brésil (État de Bahia).
Il a pour synonyme :
- Oxydectes triangularis, (Müll.Arg.) Kuntze